# Neptis adipala
Neptis adipala är en fjärilsart som beskrevs av Moore 1872. Neptis adipala ingår i släktet Neptis och familjen praktfjärilar. Inga underarter finns listade i Catalogue of Life.